# Andrey Gridin
Andrey Gridin (en bulgare : Андрей Гридин) est un fondeur kazakh, naturalisé bulgare, né le 23 juin 1988 à Kökşetaw.

## Biographie
Sous les couleurs kazakhes, en 2008, il remporte la médaille de bronze aux Championnats du monde junior de Malles Venosta sur le vingt kilomètres libre, à seulement cinq dixièmes de seconde du gagnant Philipp Marschall. Il y est aussi quatrième du dix kilomètres classique.
Il fait ses débuts en Coupe du monde de ski de fond en décembre 2008 à La Clusaz et obtient comme meilleur résultat une 42e place sur une étape du Tour de ski cet hiver.
Il prend la nationalité bulgare en mars 2013 et commence à concourir pour son nouveau pays lors de la saison 2013-2014, où il parvient à se faire sélectionner pour les Jeux olympiques de Sotchi. Il y arrive 56e du skiathlon, 63e du sprint libre, 19e du sprint par équipes et 41e du cinquante kilomètres libre, soit son meilleur résultat individuel dans l'élite.
Il a couru quelques courses internationales en biathlon (IBU Cup). Après sa carrière de skieur, il s'investit dans l'ultramarathon.

## Palmarès

### Jeux olympiques
| Épreuve / Édition | Sprint | Sprint                           | 15 km                            | 15 km     | Poursuite / Skiathlon 2 × 15 km | 50 km | Relais | Relais    |
| Épreuve / Édition | libre  | classique                        | libre                            | classique | Poursuite / Skiathlon 2 × 15 km | 50 km | Sprint | 4 × 10 km |
| JO 2014 Sotchi    | 63e    | Épreuve inexistante à cette date | Épreuve inexistante à cette date | -         | 56e                             | 41e   | 19e    | —         |

Légende :
- : pas d'épreuve
- — : Non disputée par Gridin

### Championnats du monde junior
- Malles Venosta 2008
  -  Médaille de bronze sur le vingt kilomètres.